# Caffè al ginseng
Il caffè al ginseng è una bevanda di origine asiatica.

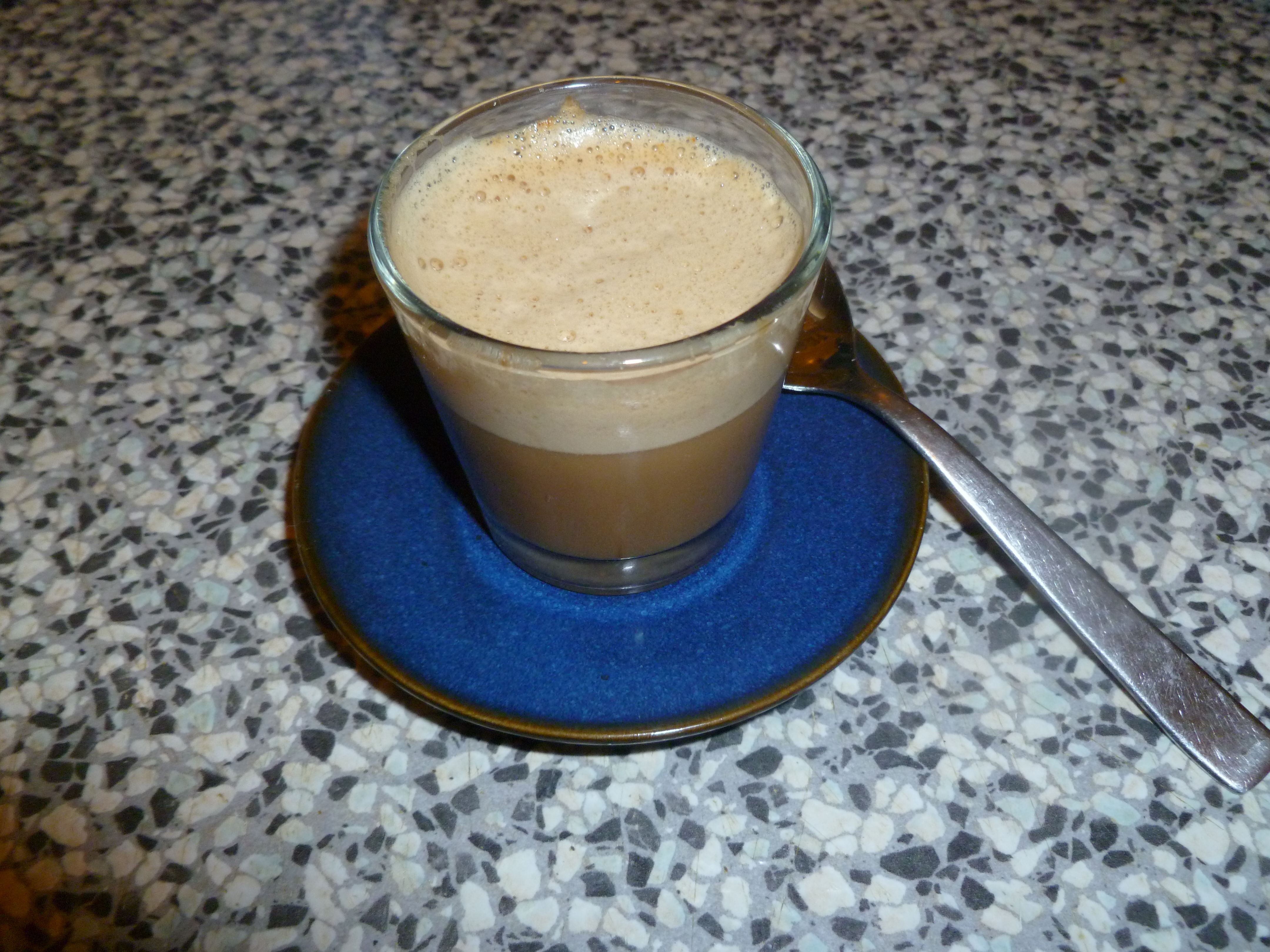
Una tazza di caffè al ginseng

In oriente si è diffusa molti anni fa come preparato solubile confezionato in monodose denominate sachet, in particolar modo nella dorsale asiatica individuabile in Thailandia e Malaysia.  Il mercato di riferimento locale è la distribuzione organizzata per un consumo prettamente domestico.
La compagnia indonesiana Citra Nusa Insan Cemerlang (CNI) iniziò a pubblicizzare il suo caffè al ginseng nel 1994. 
La bevanda si presenta nell'aspetto simile al caffellatte, avendo come ingredienti caratterizzanti la crema di latte (di solito di origine vegetale), lo zucchero, il caffè istantaneo e l'estratto secco di ginseng.
Nei primi anni duemila il caffè al ginseng ha incominciato a diffondersi in Italia, primo paese occidentale a farne uso in misura significativa.  Le poche aziende operanti nel settore importavano i primi caffè al ginseng esclusivamente dai tre stati asiatici citati e solo con il passare degli anni anche delle aziende italiane hanno incominciato a produrlo, senza affermarsi nel settore. L'importazione del caffè al ginseng è soggetta ai controlli del Ministero della Salute: i prodotti devono essere analizzati e certificati.
In Italia la sua diffusione nei bar è avvenuta soprattutto con l'ausilio di macchine automatiche per l'erogazione di prodotti solubili, che venivano utilizzate per offrire principalmente il caffè d'orzo, altro prodotto molto consumato, ma si trova anche nei negozi, supermercati per esempio, in confezioni adatte al consumo casalingo, simili alle bustine da tè.
La concorrenza nella vendita del prodotto ha fatto sì che ogni marca abbia un sapore diverso rispetto all'originale asiatica, infatti il ginseng “italiano” è fatto da estratto secco di ginseng e non come dalla ricetta originale.
Una variazione sul tema è stata effettuata con la creazione del caffè liscio italiano con estratto essiccato di ginseng.
Una variante del caffè al ginseng è la Tongkat Ali, che prevede l'aggiunta dell'estratto di questa pianta, nativa della Malaysia e dell'Indonesia.